# Coprates (cuadrángulo)

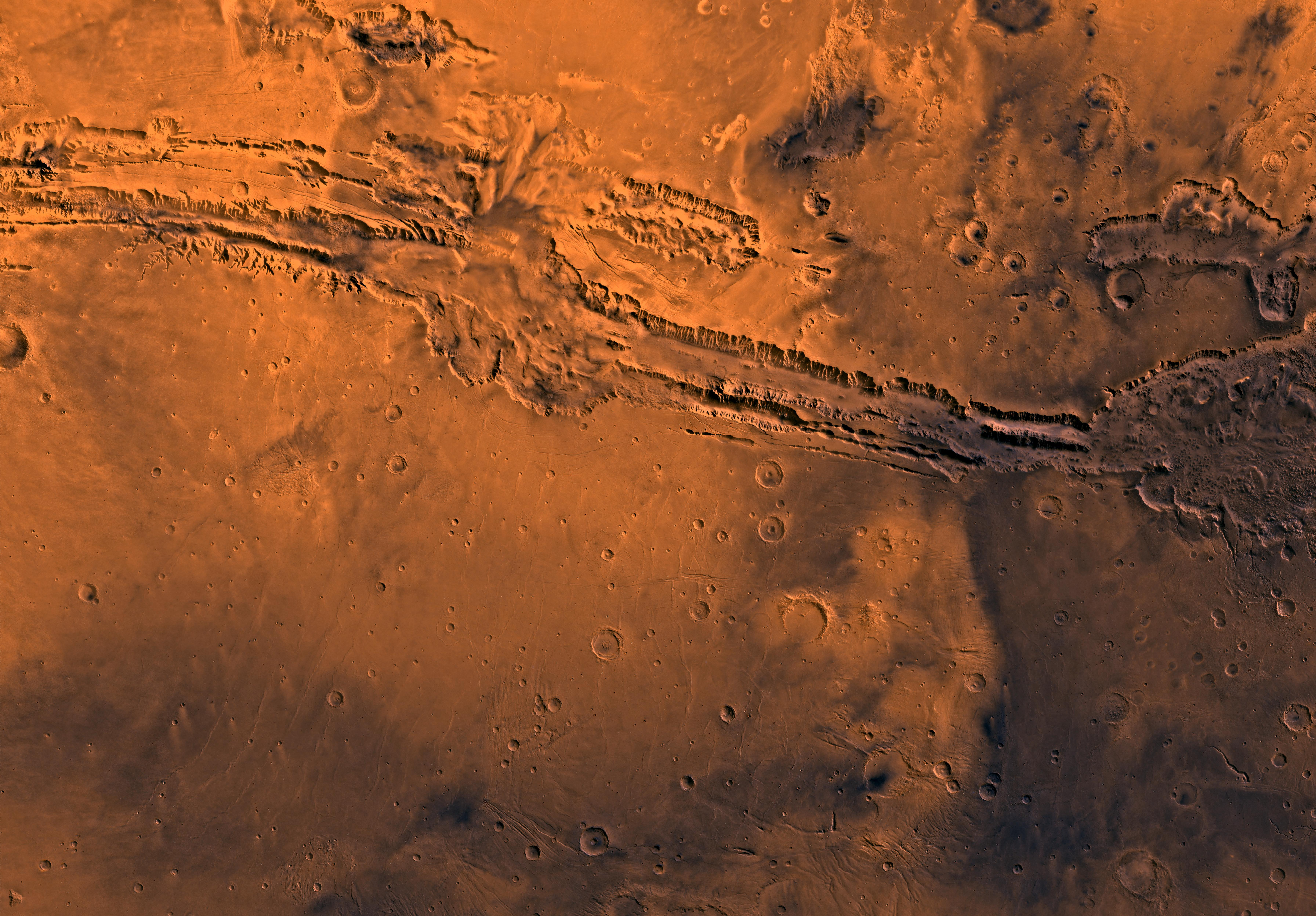
Imagen del Cuadrángulo de Coprates (MC-18). El prominente sistema de chasmas de Valles Marineris cruza la parte norte moderadamente llena de cráteres y las llanuras montañosas con fallas en la parte sur.

El cuadrángulo de Coprates es uno de una serie de 30 mapas cuadrangulares de Marte utilizados por el Programa de Investigación de Astrogeología del Servicio Geológico de los Estados Unidos (USGS). Al cuadrilátero también se le conoce como MC-18 (Mars Chart-18). El cuadrángulo de Coprates contiene partes de muchas de las antiguas regiones clásicas de Marte: Sinai Planum, Solis Planum, Thaumasia Planum, Lunae Planum, Noachis Terra y Xanthe Terra.

## Descripción
El nombre Coprates se refiere a Coprates Chasma, un canal central del Valles Marineris, llamado así por el nombre griego del río Dez en Persia.
El cuadrilátero de Coprates va de 45° a 90° de longitud oeste y de 0° a 30° de latitud sur en Marte. El cuadrángulo de Coprates es famoso por representar el "Gran Cañón de Marte", el Sistema de Cañón Valles Marineris. Existen signos de agua en este cuadrilátero, con valles de ríos antiguos y redes de canales de arroyos que aparecen como terreno invertido y lagos dentro de Valles Marineris.